# Australian Lightwing GR 912
Die Australian Lightwing GR 912 und Sport 2000 ist ein Sportflugzeugfamilie des australischen Herstellers Australian Lightwing.

## Geschichte und Konstruktion
Die Flugzeuge der Familie sind verstrebte Hochdecker mit konventionellem Leitwerk und entweder mit nicht einziehbarem Bugradfahrwerk oder mit Spornradfahrwerk ausgerüstet. Die geschlossene Kabine verfügt über zwei Sitze in Tandemkonfiguration. Der Rumpf besteht aus geschweißten Stahlrohren und ist mit GFK und Stoff überzogen. Die Tragflächen bestehen aus einem Aluminiumrahmen und sind teils mit Aluminium beplankt, teils mit Stoff bespannt. Als Standardmotor sind der Rotax-582-Zweitaktmotor mit 48 kW, der Rotax-912ULS-Viertaktmotor mit 75 kW oder diverse Kfz-Motorumbauten erhältlich. Das Flugzeug wird auch als Selbstbauflugzeug angeboten.

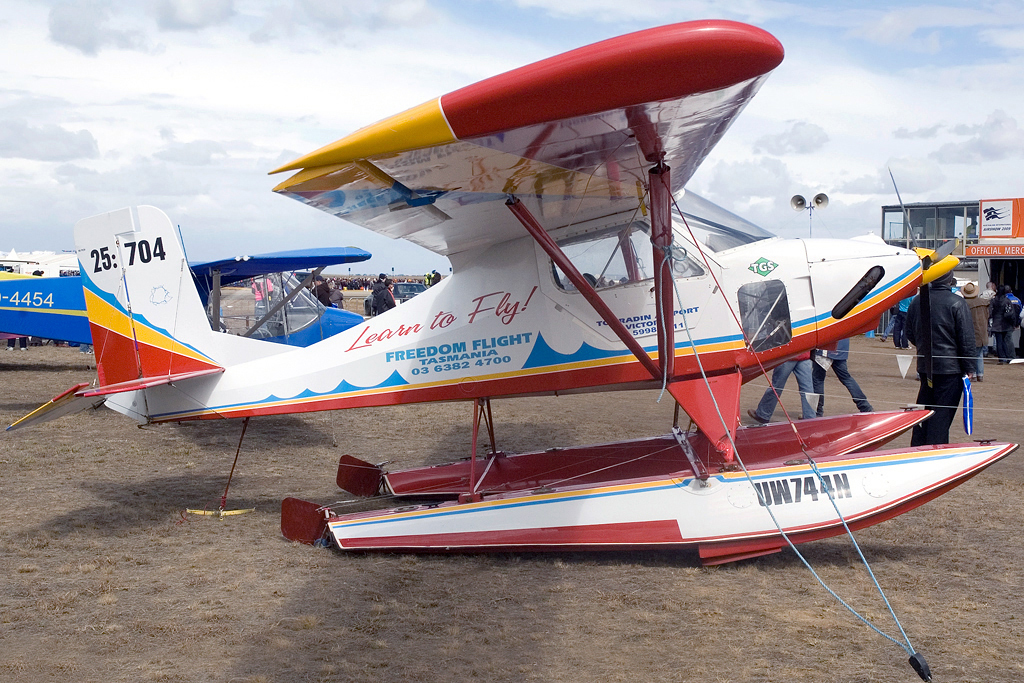
Australian Lightwing GR 582

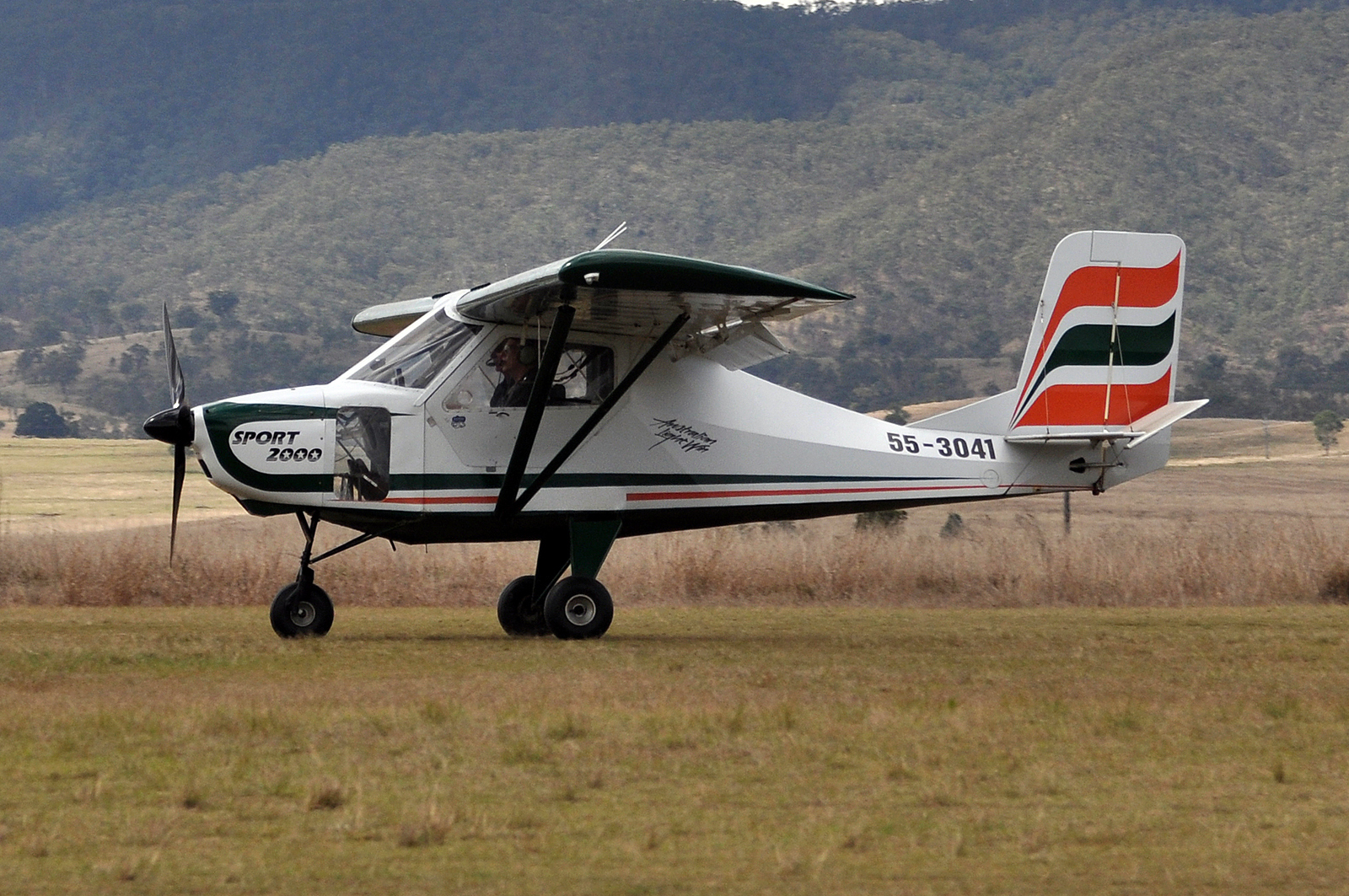
Australian Lightwing Sport 2000

## Varianten
- GR 582 Float Plane – Version mit Schwimmern[1][2]
- GR 582 Amphibious LightWing – Version mit Schwimmern und integriertem Fahrwerk[2]
- GR 912 – Version mit Spornradfahrwerk[2]
- Sport 2000 – Version mit Bugradfahrwerk[2]

## Technische Daten
| Kenngröße             | Daten                                    |
| --------------------- | ---------------------------------------- |
| Besatzung             | 1                                        |
| Passagiere            | 1                                        |
| Länge                 | 5,68 m                                   |
| Spannweite            | 9,5 m                                    |
| Höhe                  | 1,90 m                                   |
| Flügelfläche          | 15,35 m²                                 |
| Flügelstreckung       | 5,9                                      |
| Leermasse             | 295 kg                                   |
| max. Startmasse       | 544 kg                                   |
| Reisegeschwindigkeit  | 148 km/h                                 |
| Höchstgeschwindigkeit | 176 km/h                                 |
| Dienstgipfelhöhe      | ? m                                      |
| Reichweite            | ? km                                     |
| Triebwerke            | 1 × Rotax-912ULS-Kolbenmotor mit 73,5 kW |